# Kanadische Badmintonmeisterschaft 1972
Die Kanadische Badmintonmeisterschaft 1972 fand vom 10. bis zum 12. März 1972 in Toronto statt.

## Finalresultate
| Disziplin    | Sieger                      | Finalist                    | Ergebnis           |
| ------------ | --------------------------- | --------------------------- | ------------------ |
| Herreneinzel | Bruce Rollick               | Wayne Macdonnell            | 15-12, 15-8        |
| Dameneinzel  | Nancy McKinley              | Barb O’Brien                | 11-12, 12-10, 11-1 |
| Herrendoppel | Bruce Rollick Rolf Paterson | Yves Paré Jamie Paulson     | 4-15, 15-11, 15-10 |
| Damendoppel  | Judi Rollick Mimi Nilsson   | Marjory Shedd Barbara Welch | 15-6, 13-15, 15-12 |
| Mixed        | Yves Paré Marjory Shedd     | Rolf Paterson Mimi Nilsson  | 15-10, 15-10       |